# Venus (mitología)

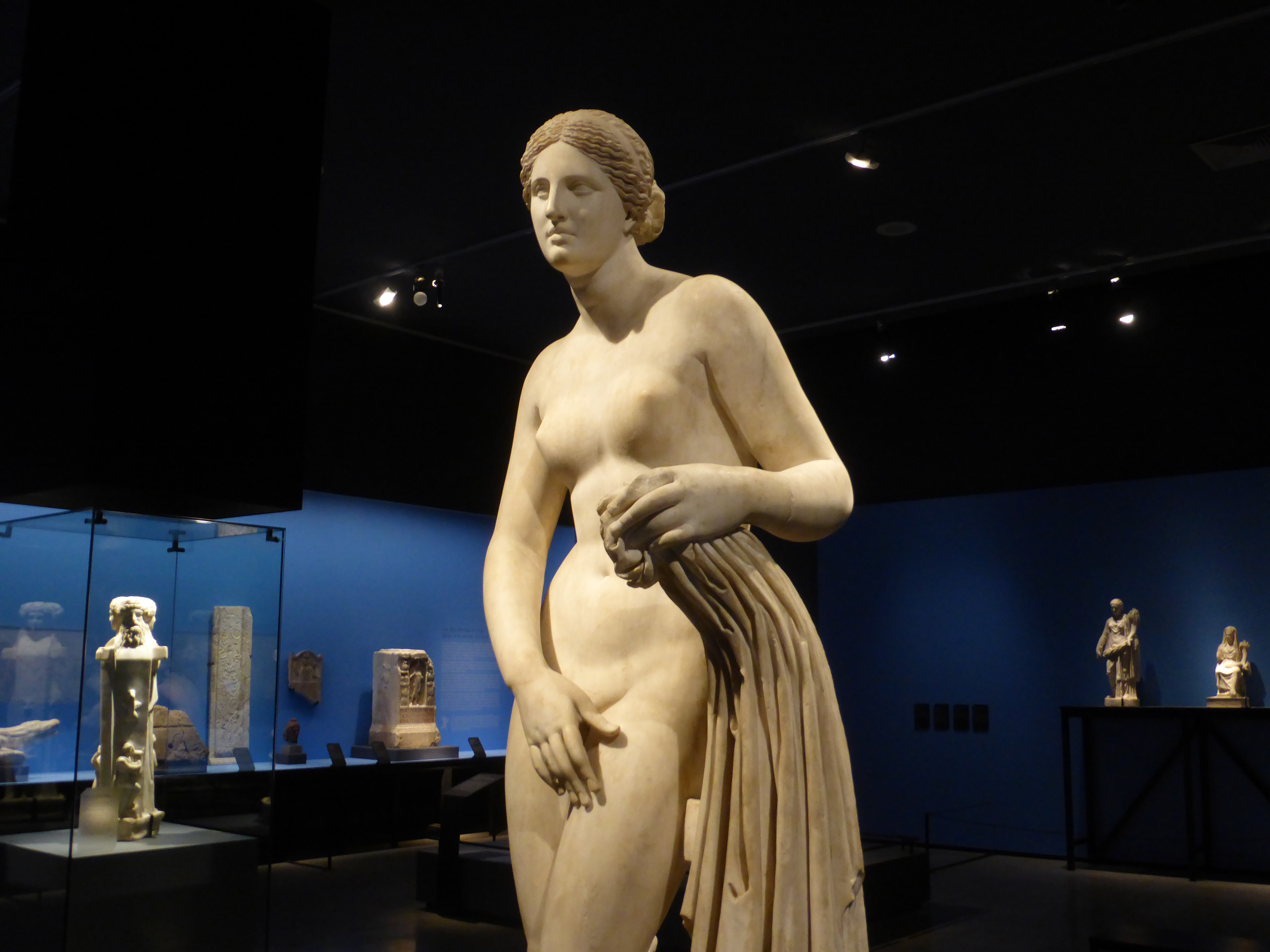
Escultura romana Venus Belvedere,, inspirada en la Afrodita de Cnido. Museos Vaticanos.

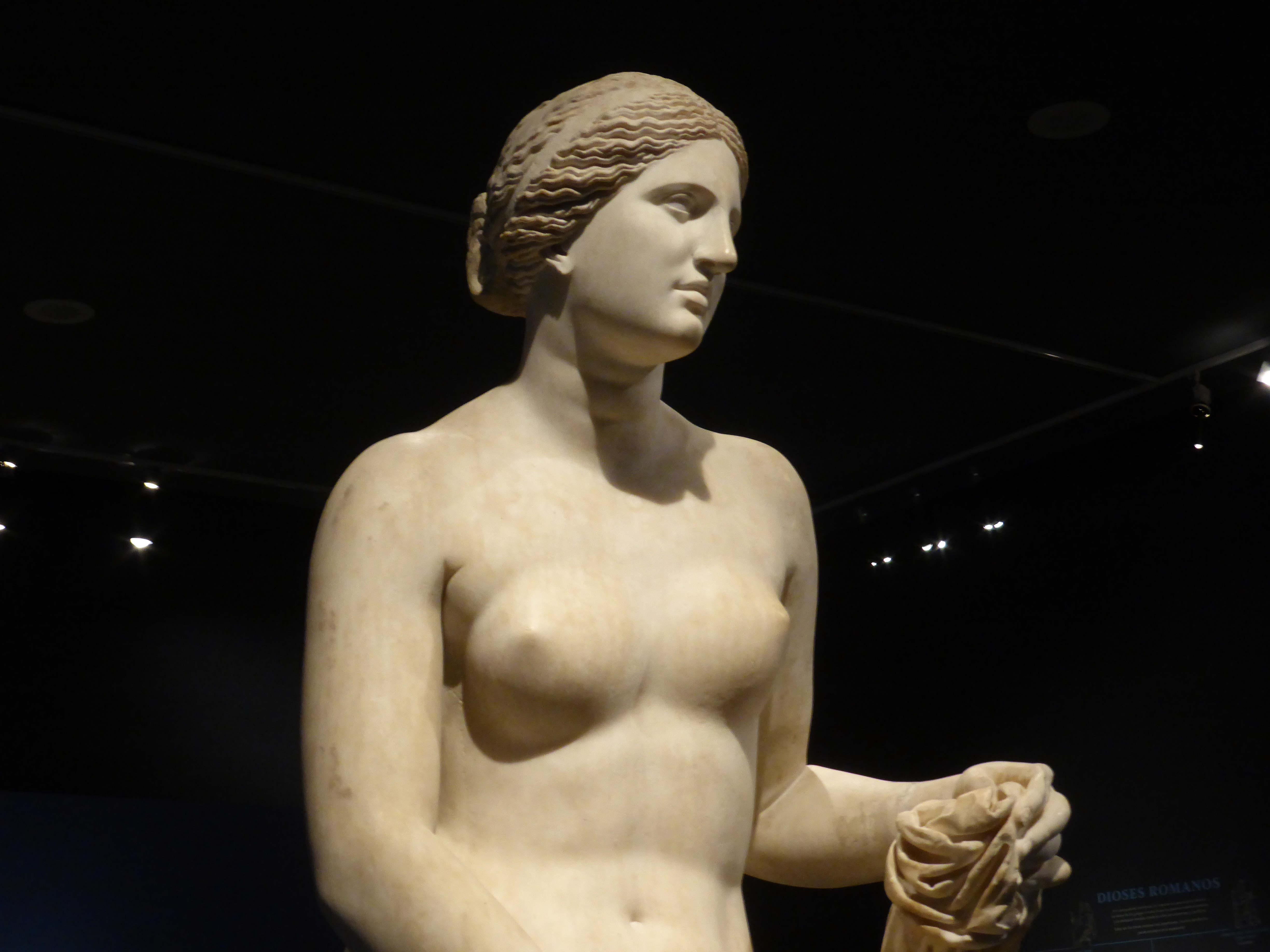
Detalle de la misma escultura de Venus.

Venus (latín: Vĕnus; italiano: Venere; griego: Βένους) es la diosa del amor, la belleza y el deseo de la mitología romana,  asociada con la fertilidad, la sexualidad y los jardines. En el culto era adorada y festejaba en muchas fiestas y mitos religiosos romanos y en la poesía era la más hermosa de las deidades. Desde el siglo III a. C., la creciente helenización de las clases altas romanas la identificó con la diosa griega Afrodita. Era la esposa de Vulcano. Julio César la adoptó como su protectora y Virgilio, como halago a su patrón Augusto y a la gens Julia, señaló que Venus era el ancestro femenino del pueblo romano a través de su legendario fundador Eneas y su hijo Ascanio.[cita requerida].  A Venus le estaban consagrados el mirto,  la rosa, la paloma  y la concha.  Era uno de los dioses Consentes  y también uno de los dioses elegidos (di selecti) de Varrón.  Este también dice que Venus es la protectora de los jardines.
Venus era identificada con la diosa griega Afrodita y la etrusca Turan, tomando aspectos prestados de ambas. Como con la mayoría de las demás deidades del panteón romano, el concepto literario de Venus está cubierto por las ropas tomadas de los mitos griegos literarios de su equivalente, Afrodita. La anterior diosa etrusca o latina de la vegetación y los jardines pasó a ser relacionada deliberadamente con la griega Afrodita.  Según la Eneida de Virgilio, como equivalente romano de Afrodita, Venus no llegó a tener una personalidad tan marcada en su sensualidad o crueldad como la griega,  aunque conservara sus atributos y símbolos, como la manzana dorada de la discordia. Lucrecio dedica a Venus su De la naturaleza de las cosas (De rerum natura), su famoso poema, en las primeras líneas, donde ella trae a la humanidad por azar, una visión que, a nivel molecular, y despojado de su antropomorfismo, es equivalente a lo descubierto por la ciencia moderna.

## Mitos
Según Cicerón, en su De Natura deorum, existieron hasta cuatro diosas Venus. La primera Venus, cuyo santuario está en Élide, nació de Cielo (Caelus) y Día (Dies). La segunda Venus fue procreada de la espuma, y tenemos entendido que de ella y de Mercurio nació el segundo Cupido. O bien esta Venus nació de Éter y Océano. La tercera Venus nació de Júpiter y de Dione, y es la que se desposó con Vulcano, mientras que de ella y de Marte se dice que nació Anteros o Cupido. La cuarta Venus fue concebida por Siria y Chipre; es la llamada Astarté, que, según la tradición, se desposó con Adonis.
Se dice que hubo caído un huevo de magníficas proporciones en el río Éufrates, el cual fue depositado por los peces en un lecho. Las palomas se situaron sobre él, y cuando obtuvo el suficiente calor emergió de él Venus, quien más tarde fue conocida como la diosa Siria (Atargatis). Como ella sobresalía del resto por su justicia y honradez, gracias a un favor otorgado por Júpiter los peces fueron puestos entre las estrellas; debido a esto los sirios no comen peces ni palomas, pues los consideran divinidades.
Saturno estaba enfadado con su padre Cielo (Caelus) y le cortó su miembro viril con una hoz. Venus había nacido de la sangre de su herida en contacto con la espuma del mar.  O bien fue Júpiter quien cortó los testículos de su padre Saturno.  Venus primero se desposó con Vulcano pero luego cometió adulterio con Marte hasta que el Sol denunció esta infidelidad.  La unión entre Marte y Venus es más común entre poetas y filósofos que en la religión, obviamente influenciados por el mito griego. Tuvieron dos hijas: Harmonía y Formido.  De Cupido algunos dicen que era hijo de Venus sin padre, pero otros dicen que el amante de Venus y padre de Cupido era ora Marte, ora Vulcano.  Otros añaden que Anteros, identificado como Cupido, nació de Venus y Marte.  Venus y Mercurio fueron los padres de Cupido  y Atlantio. Virgilio dice que Cupido es hijo de Júpiter y de su propia hija Venus, de modo que Júpiter era a la vez su padre y su abuelo.  Cuando Neptuno observó a Venus paseando por las orillas del mar de Sicilia tuvo relaciones con ella. Embarazada por él, tuvo un hijo al que llamó llamó Érice.
El mirto estaba consagrado a Venus. Se dice que cierta Mirina, una doncella muy hermosa, estaba prometida a cierto hombre. Fue secuestrada por unos bandidos pero consiguió escaparar y consagrada como sacerdotisa de Venus. Cuando su prometido se estaba desposando con ella Venus la mató y la convirtió en un arbusto de aroma agradable.  La paloma también estaba consagrada a Venus y otro mito nos lo hace saber. Una día Venus y Cupido bajaron a cierto prado para divertirse y ver quién era capaz de recoger más flores en una competición amistosa. Resulta que Cupido, por tener la rapidez de sus alas, consiguió reunir más flores. Pero cierta ninfa, llamada Perístera, corrió a auxiliar a Venus, la ayudó a recoger flores y además la declaró vencedora de la competición. Cupido, irritado, transformó a la ninfa en paloma, que los griegos dicen peristerá (περιστερά), pero desde entonces Venus acogió a ese ave bajo su protección.
Las Fábulas de Higino nos hablan de diversos episodios mitológicos en los que interviene Venus. Para este autor Venus era hija de Júpiter y Dione.  Cuando Vulcano supo que Venus había yacido secretamente con Marte, y que no se podía oponer a su fuerza, construyó una cadena inquebrantable y la puso alrededor del tálamo para capturar a Marte con su astucia. Cuando Marte acudió a la cita, cayó junto con Venus en la trampa y de esta manera ambos no se podían separar. De su abrazo nació Harmonía, a quien Minerva y Vulcano entregaron una túnica «habida del oprobio» como presente. Debido a esto sus descendientes quedaron marcados profundamente por el infortunio. Sin embargo Venus, debido a su falta de discreción, fue siempre hostil a Sol y a su estirpe. Pasífae, hija de Sol y esposa de Minos, no había hecho ofrendas a la diosa Venus a lo largo de muchos años. Debido a esto, Venus le inspiró un deseo antinatural hacia un toro.  Cuando Minos, hijo de Júpiter, se presentó para atacar a Niso, Escila, hija de Niso, se enamoró de él por mediación de Venus y traicionó a su padre.
Durante la expedición de los argonautas Venus salvó a Butes del mar y lo mantuvo a salvo llevándoselo al Lilibeo.  En la isla de Lemnos las mujeres no había hecho sacrificios en honor de Venus durante unos cuantos años y Venus se encolerizó con ellas y sus maridos se casaron con mujeres tracias y repudiaron a las primeras. Las lemníades se conjuraron, instigadas por la propia Venus, y mataron a todos los hombres que había allí, salvo Hipsípila, salvó a su padre Toante. Jasón no podía salir victorioso de la expedición sin la sabiduría de Medea, por lo que Juno le pidió a Venus que infundiese amor por Medea. Por instigación de Venus, Jasón fue amado por Medea y, gracias a ella, quedó libre de todo peligro.
Mientras Proserpina estaba recogiendo flores con Venus, Diana y Minerva, Plutón apareció en su carro tirado por cuatro caballos, y entonces la raptó. Esmirna era la hija de Cíniras y Cencreide; esta alardeó orgullosamente que su hija excedía a Venus en belleza. Venus, para castigar a la madre, insufló un amor prohibido a Esmirna, quien se enamoró de su padre. Más tarde Venus se apiadó de ella, y la convirtió en un tipo de árbol del cual florece la mirra; Adonis, nacido de él, buscó venganza por causa de su madre hacia Venus. Juno y Venus se burlaron de Minerva porque era ojizarca e inflaba los carrillos cuando usaba la flauta. Minerva arrojó la flauta y esta fue recogida por Marsias.  Apoyó a Hipómenes cuando se disponía a competir para ganarse la mano de Atalanta. Había recibido de Venus tres manzanas de insigne belleza, y había aprendido cómo hacer uso de ellas. Como Hipómenes no fue agradecido la diosa se vengó: mientras él ofrecía sacrificios en el monte Parnaso en honor a Júpiter Victorioso, se encendió el de pasión y yació con Atalanta en el santuario. Por este hecho Júpiter los convirtió en león y leona, a los que los dioses les niegan los placeres de Venus.
Venus como madre del héroe Eneas, está vinculada con el pueblo troyano y romano. Se dice que Venus amaba a Anquises y así yació con él. Por este concibió a Eneas, pero le previno de divurgarlo entre los hombres.  Venus salvó a Eneas de morir a manos de Diomedes.  Se dice que Juno, Venus y Minerva se atribuyeron el premio de belleza para cada una. Júpiter ordenó a Mercurio que llevase a Paris Alejandro al monte Ida, y que le diese la potestad de ser juez. Venus le prometió darle en matrimonio a Helena, hija de Tindáreo, la más bella de entre todas las mujeres. Paris juzgó a Venus como la más agraciada. Alejandro, con la connivencia de Venus, tomó a Helena de su anfitrión Menelao, desde Lacedemonia hasta Troya, y se casó con ella.  Venus rescató a Alejandro de morir a manos de Menelao. Érice, hijo de Venus y de Butes, fue muerto por Hércules. A partir de su sepultura dio nombre al monte, monte en el que Eneas erigió un templo a Venus. Se dice que en este monte fue sepultado asimismo Anquises, aunque según Catón había llegado a Italia.

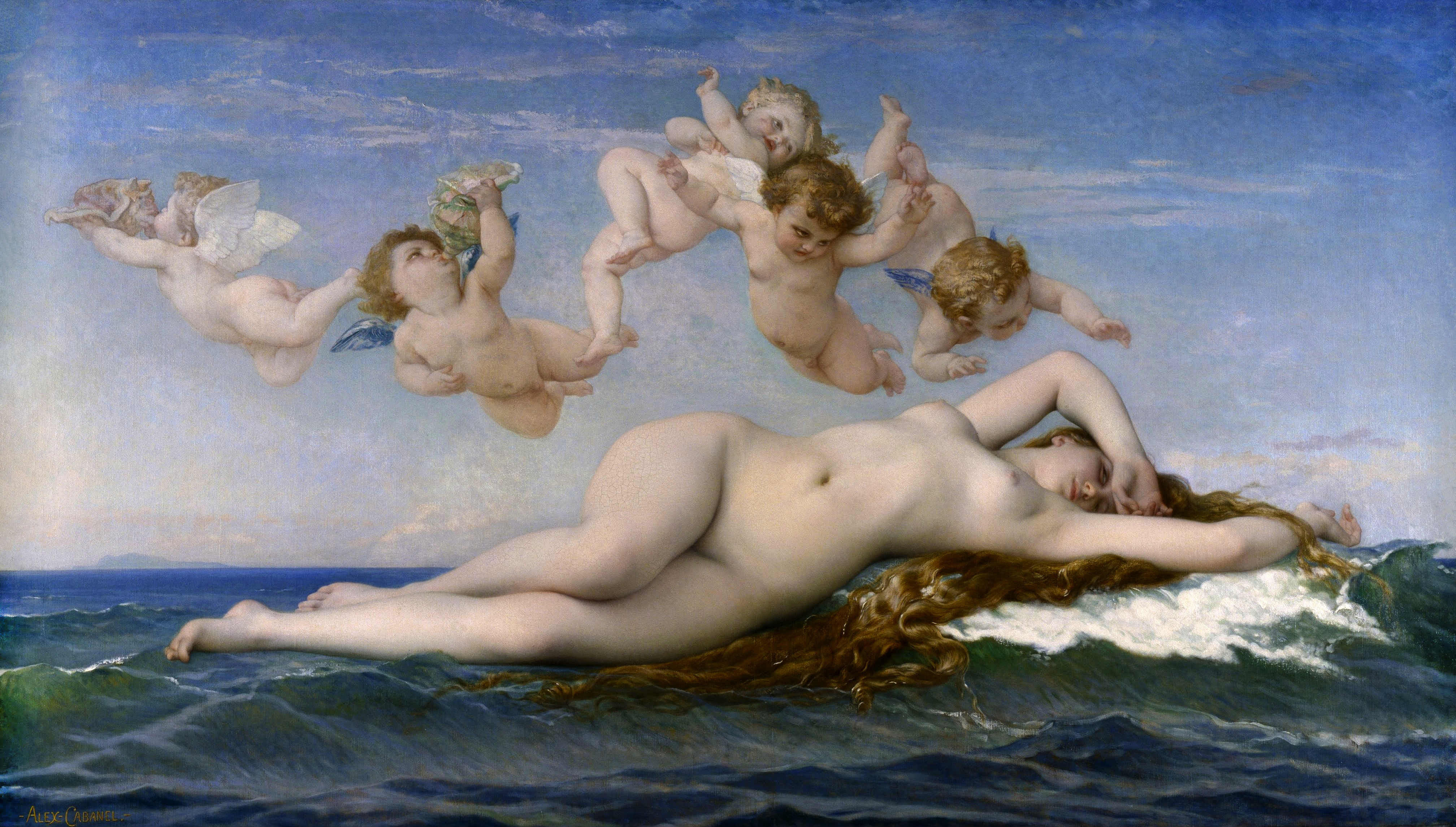
El nacimiento de Venus, Alexandre Cabanel (1863)

## Culto
Su culto empezó en Ardea y Lavinio (Lacio). El 15 de agosto de 293 a. C. le fue dedicado su templo más antiguo del que se tiene constancia, y el 18 de agosto se instituyó la fiesta llamada Vinalia Rustica. El 25 de abril de 215 a. C. le fue dedicado un templo fuera de la Porta Colina en la colina Capitolina para conmemorar la derrota romana en la batalla del Lago Trasimeno.

## Epítetos

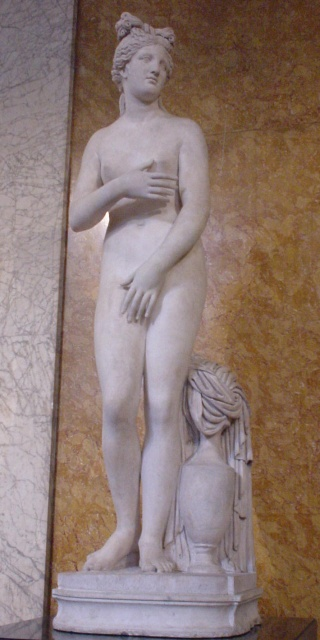
Campo Iemini Venus, estatua romana de mármol de tipo Venus Capitolina o Venus Púdica (Museo Británico).

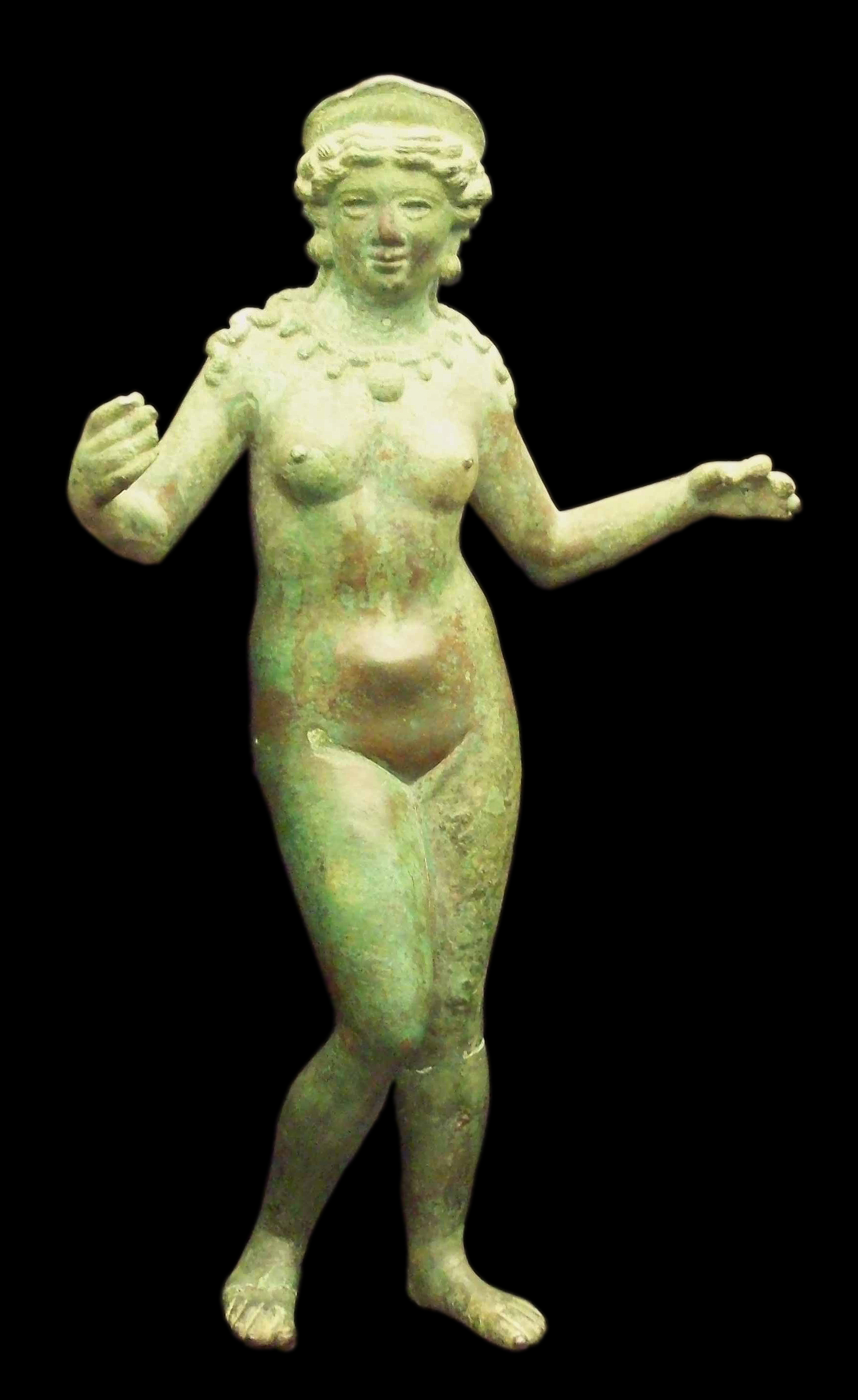
Venus romana de bronce del siglo I d. C. (M.A.N., Madrid).

Como otras deidades romanas importantes, a Venus se le atribuyen varios epítetos para aludir a sus diferentes aspectos o roles.
- Venus Acidalia, que procedía[38] según Servio de la fuente Acidalia cerca de Orcómeno, en la que Venus solía bañarse con las Gracias, si bien otros relacionan el nombre con el término άκιδες acides, ‘cuidados’ o ‘problemas’.[39]
- Venus Armata, en Lacedemonia por la victoria que las mujeres alcanzaron sobre los Mesenios: su templo situado sobre una colina, estaba con otro dedicado a Venus Morpho, que algunos han creído sin razón ser el de Venus Armata: en la Anthologia hay muchos epigramas en su honor y César llevaba la figura en su sello.
- Venus Aurea, dorada: según Elieno las palabras aurea y purpurea se han de tomar en sentido propio; otros autores las consideran por el figurado y algunos el epíteto aurea le entienden por la riqueza de sus templos o porque las jóvenes gustan mucho de llevar oro y joyas de oro o porque este metal sirve mucho en el amor o finalmente porque el color amarillo era el preferido entre los antiguos para la cabellera de las damas.
- Venus Barbata, por su estatua con barba en la isla de Chipre: los hombres que celebraban su culto iban con trajes de mujeres y estas con los de aquellos.
- Venus Basilea, Basilis o Basilisa, esto es, reina del amor, adorada en los Tarentinos.
- Venus Butias o Butis, por el templo que en el promontorio Lilibeo, hoy cabo Boro, la erigió Butes o Boutés cuando la hizo madre de Erix.
- Venus Byblia, por el magnífico templo en Biblos, villa de Fenicia, en el cual se adoraba a Adonis o Thamnuz.
- Venus Calva, por su templo en Roma en el Capitolio o en la región VIII. Cuando los Galos pusieron sitio a Roma y se apoderaron de la población, el Capitolio fue el único punto de defensa que necesitó cordajes para las máquinas de guerra: las mujeres entonces se cortaron sus largas cabelleras y por recuerdo erigieron dos templos a Venus Calva. Otros autores atribuyen este rasgo patriótico a las mujeres de Aquilea que en el sitio de esta villa se cortaron el cabello para las cuerdas de los arcos de sus maridos.
- Venus Calipigia (‘de las bellas nalgas’), Callipygos, Callipyga, por el templo que la dedicaron dos jóvenes de Siracusa. De Venus Callipyga, llamada también Calliglutos o Pulchriclunia, hay un grabado en la Racolta de Maffei del palacio Farnesio; en el jardín de las Tullerías en un hueco practicado cerca del estanque octógono se ve una linda estatua hecha por Thierry a imitación de la anterior. Otra hermosa Venus Callipyga se ve en el jardín de Dresde, aunque fue destrozada cuando el sitio de esta villa por los Prusianos; en muchas piedras grabadas figura también esta Venus.[40]
- Venus Cloacina (‘purificadora’), una fusión de Venus con la diosa del agua etrusca Cloacina, probablemente el resultado de una estatua de Venus prominentemente ubicada cerca de la Cloaca Máxima, el sistema de alcantarillado de Roma. La estatua se erigía sobre el punto donde se selló la paz entre los romanos y los sabinos.
- Venus Ericina (‘del brezo’), por el monte Erice (oeste de Sicilia), uno de los centros de su culto. Se le dedicaron templos en la colina Capitolina y fuera de la Porta Collina. Personifica el amor «impuro» y era la diosa patrona de las prostitutas.
- Venus Felix (‘favorable’), un epíteto usado para un templo en el monte Esquilino y para otro construido por Adriano dedicado a Venus Felix et Roma Aeterna (‘Venus favorable y Roma eterna’) en el lado norte de la Vía Sacra. Este epíteto también se usa para una escultura concreta de los Museos Vaticanos.
- Venus Genetrix (‘madre’), en su papel como ancestro del pueblo romano, una diosa de la maternidad y la vida doméstica. Se celebraba una fiesta en su honor el 26 de septiembre. Como Venus era considerada en concreto la madre de la gens julia, Julio César le dedicó un templo en Roma. Este nombre también se aplica a un tipo iconológico de estatua de Afrodita/Venus.
- Venus Libertina (‘de los libertos’), un epíteto que probablemente surgió de un error, con los romanos confundiendo lubentina (posiblemente ‘placentera’ o ‘apasionada’) con libertina. Puede estar relacionado con Venus Libitina, también llamada Libentina, Libentia, Lubentina o Lubentia, un epíteto que posiblemente proceda de la confusión entre Libitina, una diosa funeraria y la antes mencionada lubentina, llevando a una amalgama de Libitina y Venus. Se dedicó un templo a Venus Libitina en el monte Esquilino.
- Venus Murcia (‘del mirto’), epíteto que fusionaba a la diosa con la poco conocida deidad Murcia o Murtia, que estaba asociada al árbol de mirto, si bien en otras fuentes era considerada diosa de la pereza y la holgazanería.
- Venus Obsequens (‘cortés’ o ‘indulgente’), epíteto al que se dedicó un templo a finales del siglo III a. C. durante la tercera guerra samnita por Quinto Fabio Máximo Gurges. Se construyó con el dinero de las multas que pagaban las mujeres a las que se hallaba culpables de adulterio. Era el templo más antiguo de Venus en Roma y se ubicaba probablemente a los pies del monte Aventino cerca del Circo Máximo. El día de su dedicación, el 19 de agosto, se celebraba la Vinalia Rustica.
- Venus Urania (‘celestial’), epíteto que fue usado como título de un libro por Basilius von Ramdohr, de un relieve por Pompeo Marchesi y de un cuadro por Christian Griepenkerl. (Véase Afrodita Urania.)
- Venus Verticordia (‘transformadora de corazones’), la protectora contra el vicio, en cuyo honor se celebraba el 1 de abril. Se le construyó un tempo en Roma en 114 a. C. que le fue dedicado el 1 de abril, con la instrucción de los Libros Sibilinos para compensar por la infracción de la castidad de tres vírgenes vestales.
- Venus Victrix (‘victoriosa’), un aspecto de la Afrodita armada que los griegos habían heredado de Oriente, donde la diosa Ishtar «seguía siendo una diosa de la guerra, y Venus podía llevar la victoria a Sila o a César.»[41] Esta fue la Venus a la que Pompeya dedicó un templo en la cima del teatro en el Campo de Marte en el 55 a. C. También había un altar dedicado a Venus Victrix en la colina Capitolina, y festivales el 12 de agosto y 9 de octubre, ofrendándosele en este último un sacrificio anualmente. En el arte neoclásico, este título se usa a menudo en el sentido de «Venus Victoriosa sobre los corazones de los hombres» o en el contexto del juicio de Paris (por ejemplo, la Venus Victrix de Antonio Canova, un retrato reclinado semidesnudo de Paulina Bonaparte).

Otros epítetos significativos para Venus son: Amica (‘amiga’), Caelestis (‘celestial’).

## En el arte

### Arte clásico

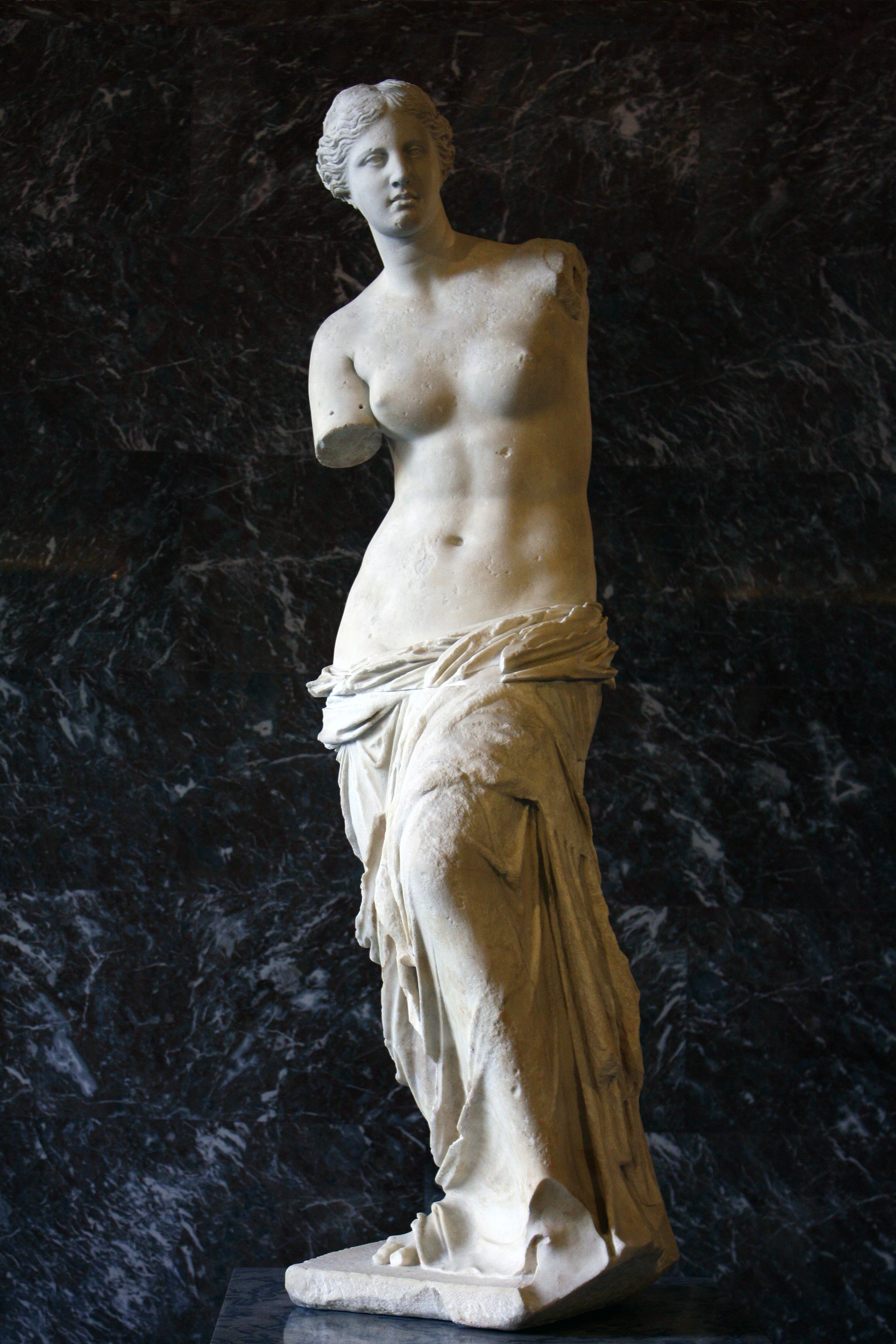
Venus de Milo

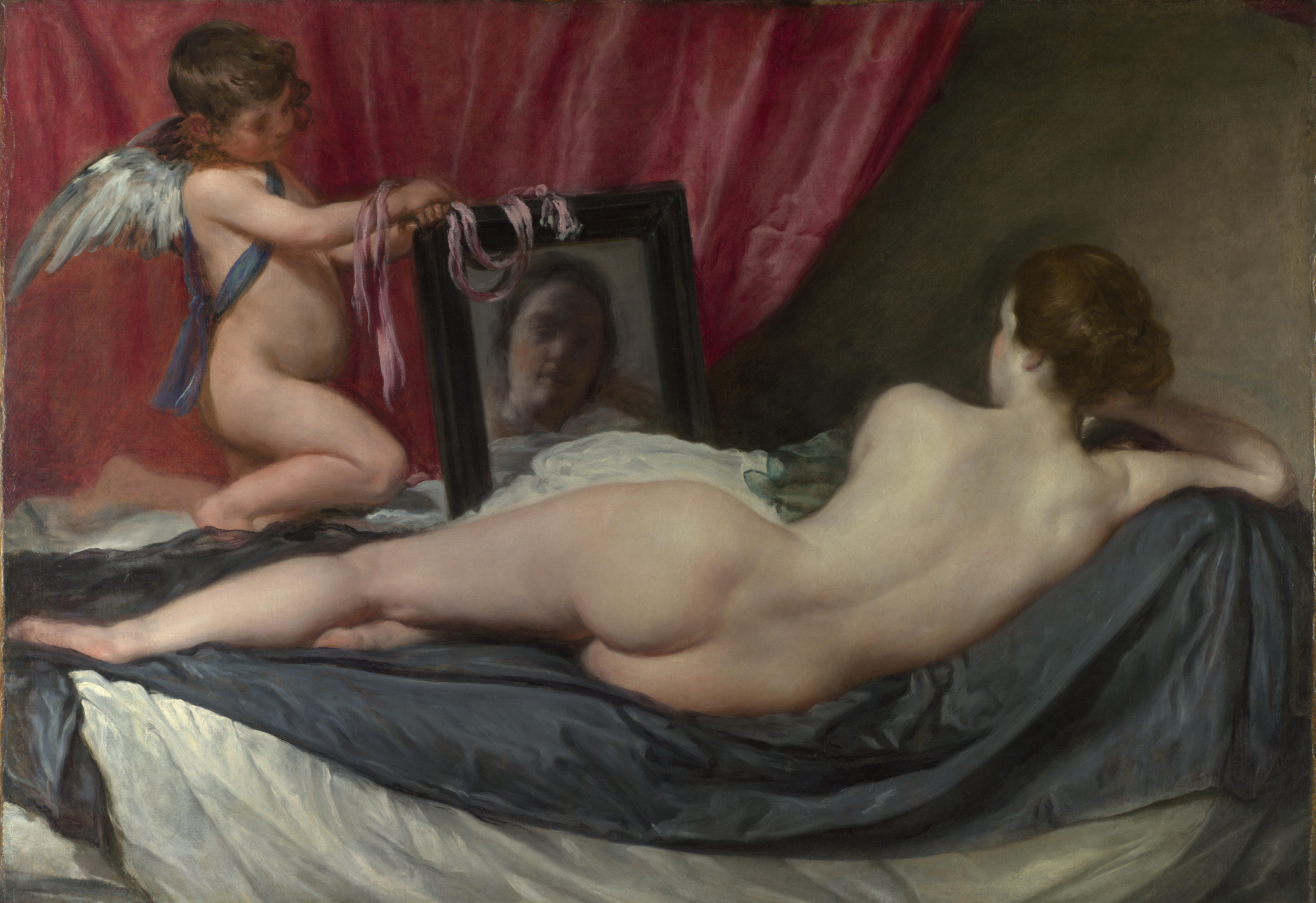
Venus del espejo de Diego Velázquez (c. 1644)

El arte helenístico y romano produjo muchas variaciones sobre la diosa, a menudo basadas en el tipo praxiteliano de la Afrodita de Cnido. Muchos desnudos femeninos de esta época de escultura cuyos temas son desconocidos se suelen llamar en la moderna historia del arte «Venus», incluso si originalmente pudieran haber sido el retrato de una mujer mortal más que una imagen de culto de la diosa.
Algunos ejemplos son:
- Venus de Milo (130 a. C.)
- Venus de Médici
- Venus Capitolina
- Venus Esquilina
- Venus de Itálica
- Venus Felix
- Venus de Arlés
- Venus Anadiómena
- Venus, Pan y Eros
- Venus Genetrix
- Venus de Capua
- Venus Calipigia
- Venus Púdica

### Arte posclásico
Venus se convirtió mucho después, con la recuperación del arte grecorromano como modelo, en un tema popular en la pintura y escultura del Renacimiento europeo. Como una figura «clásica» cuyo estado natural era la desnudez, era socialmente aceptable representarla sin ropas. Como diosa de la salud sexual, estaba justificado cierto grado de belleza erótica en sus retratos, lo que resultaba atractivo para muchos artistas y sus mecenas. Con el tiempo, «Venus» llegó a aludir a cualquier representación artística de una bella mujer desnuda en el arte posclásico, incluso si no había indicios de que se tratase de la diosa.
Algunas obras famosas son:

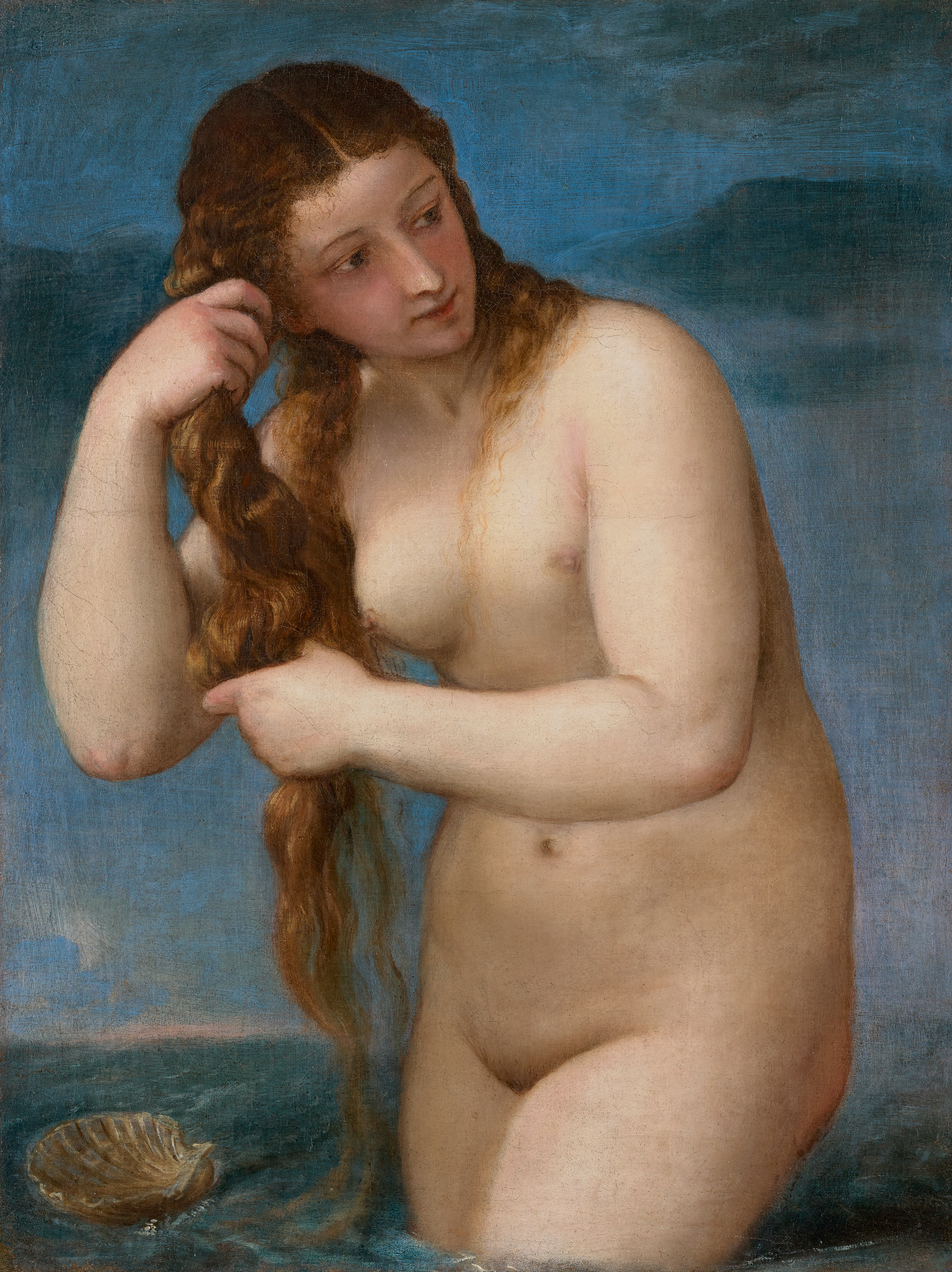
Venus Anadiómena, por Tiziano (c. 1525)

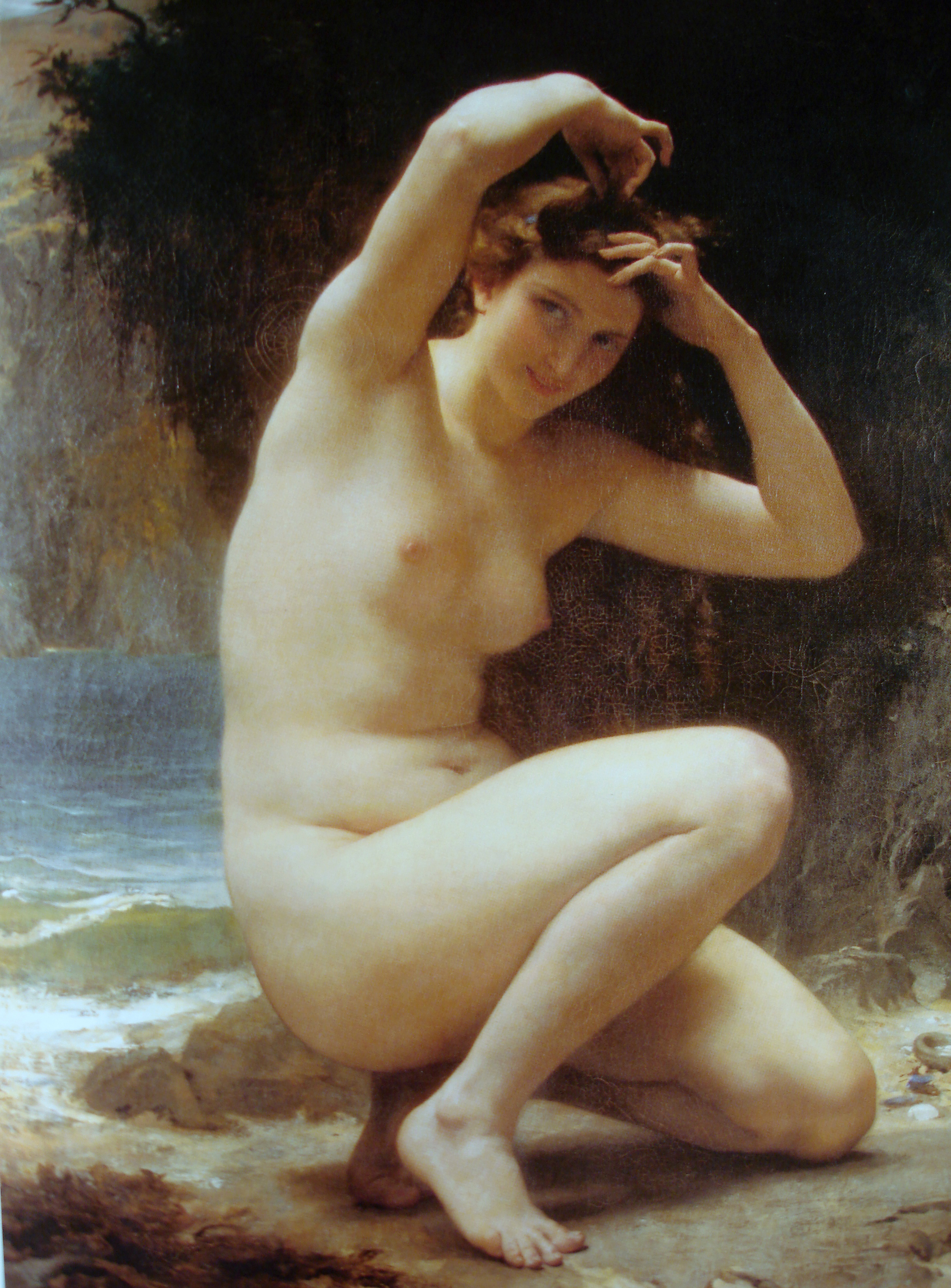
El Baño de Venus

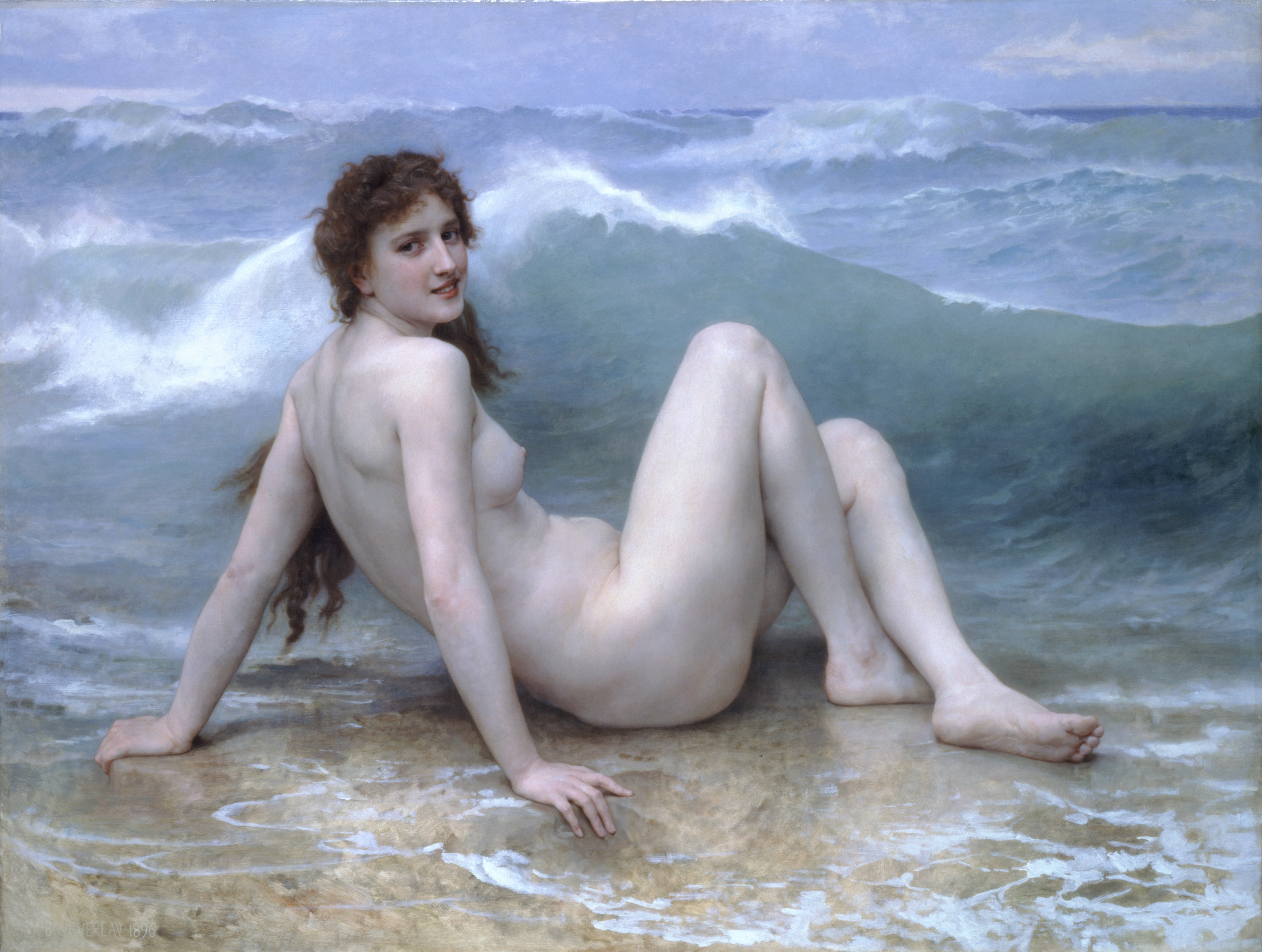
Venus (1896) por William-Adolphe Bouguereau.

El nacimiento de Venus de Botticelli (c. 1482-1484)
- Venus dormida de Giorgione (c. 1507)
- Venus de Urbino de Tiziano (1538)
- Venus del espejo de Velázquez (c. 1644)
- El nacimiento de Venus de François Boucher (1740).
- Venus Anadyomene de Théodore Chassériau (1838)
- Venus Anadiómena de Jean-Auguste-Dominique Ingres (1848)
- El Nacimiento de Venus de Eugène Emmanuel Amaury-Duval (1862)
- Olympia de Manet (1863)
- El nacimiento de Venus de Alexandre Cabanel (1863)
- El nacimiento de Venus de Bouguereau (1879)
- Venus Victrix de Canova (c. 1805)
- Venus en el baño de John William Godward (1901)

En el arte prehistórico, desde el descubrimiento en 1908 de la llamada Venus de Willendorf, se suele llamar «Venus paleolíticas» a las pequeñas esculturas de formas femeninas redondeadas. Aunque se desconoce el nombre de la deidad realmente representada, el evidente contraste entre estas figuras de culto obesas y fértiles y la concepción clásica de Venus ha supuesto mayor resistencia para la terminología.

## Tannhäuser

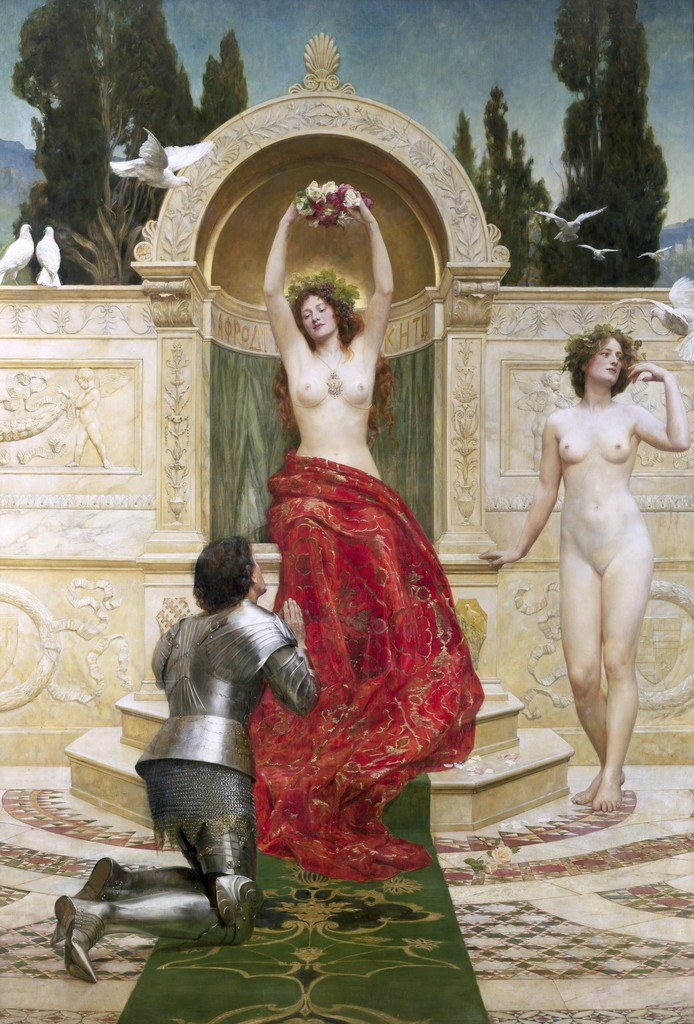
Tannhäuser en el Venusberg, de John Collier (1901): un decorado dorado distintivo del quattrocento italiano.

La leyenda medieval alemana de Tannhäuser conservó el mito de Venus mucho después de que su culto fuera desterrado por el cristianismo.
La historia alemana cuenta que el caballero y poeta Tannhäuser halló el Venusberg, una montaña con cuevas que contenían el hogar subterráneo de Venus, y pasó un año adorando allí a la diosa. Tras abandonar el Venusberg, Tannhäuser tuvo remordimientos y viajó a Roma para preguntar al papa Urbano IV si era posible que le absolvieran sus pecados.
Urbano contestó que el perdón era tan imposible como lo sería que su báculo floreciese. Tres días después de que Tannhäuser se marchara, el báculo de Urbano floreció. Se enviaron mensajeros a buscar al caballero, pero este ya había regresado al Venusberg y nunca volvió a ser visto.

## Mitología comparada
Los mitógrafos clásicos, como ya se ha dicho, asociaron a Venus, en total, con Afrodita, Venilia, Astarté, Atargatis y Turan. Adicionalmente, Venus ha sido comparada con otras diosas del amor: Rembha (hindú), Milda (lituana), Frigg y Freyja (nórdica), Ishtar (mesopotámica), Isis (egipcia), Inanna (sumeria), Reitia (de los vénetos), Uni-Astre (láminas de Pyrgi), Suadela, Oxúm (yoruba) y Ushás en la religión védica y Afrodita (Griega). Ushás también está vinculada con Venus mediante un epíteto sánscrito que se le aplica, vanas- (‘adorabilidad’, ‘deseo’, ‘anhelo’), que es un cognado de Venus, sugiriendo una relación protoindoeuropea mediante la raíz reconstruida *wen-, ‘desear’.
Otra interesante asociación con Venus es el dios letón Auseklis (personificación de su cuerpo celestial), cuyo nombre procede de la raíz aus-, ‘aurora’. Tanto Auseklis como Mēness (‘luna’) son Dieva dēli (‘hijos del dios’).

## Véase también

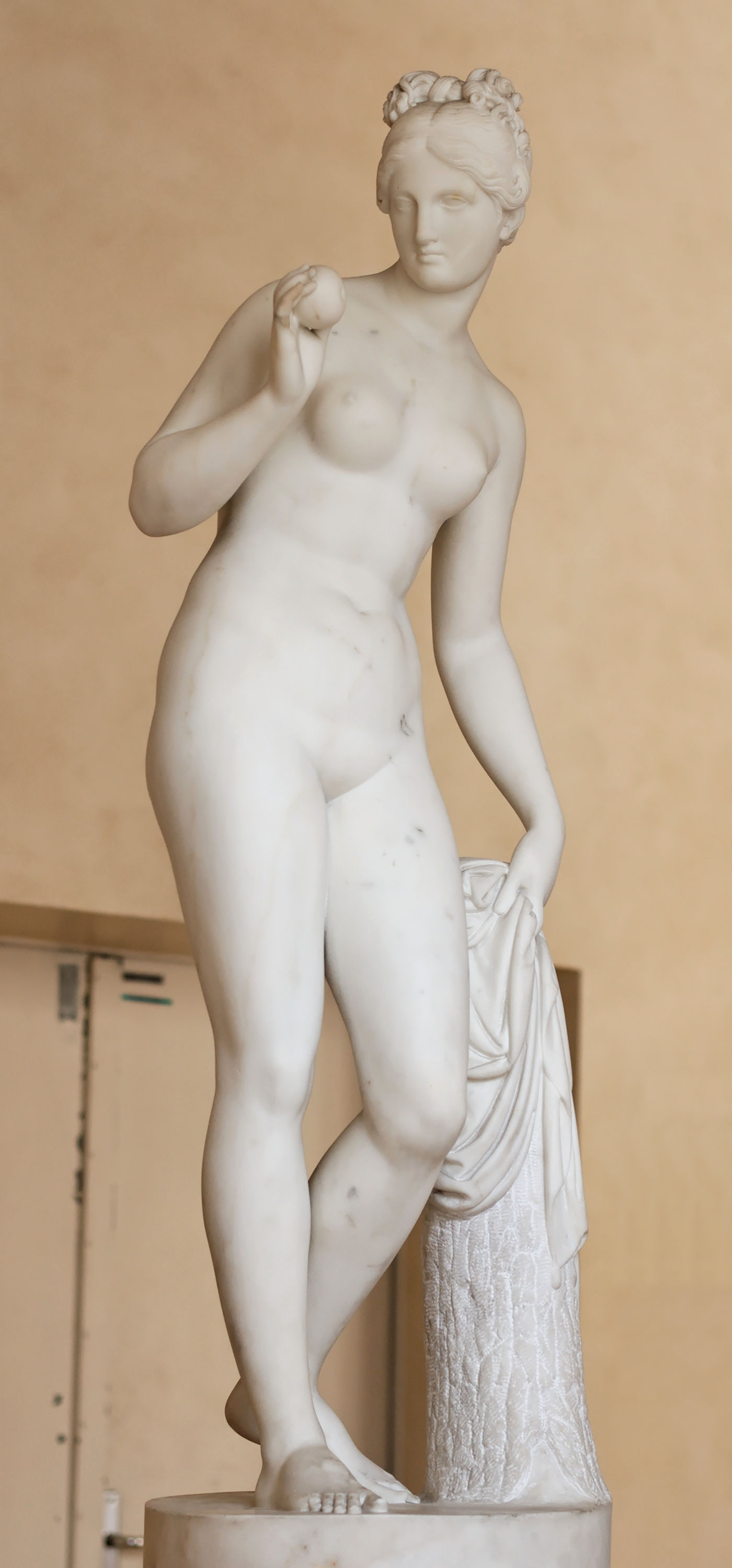
Venus con manzana de Bertel Thorvaldsen (c. 1805)